# 倫辛湖

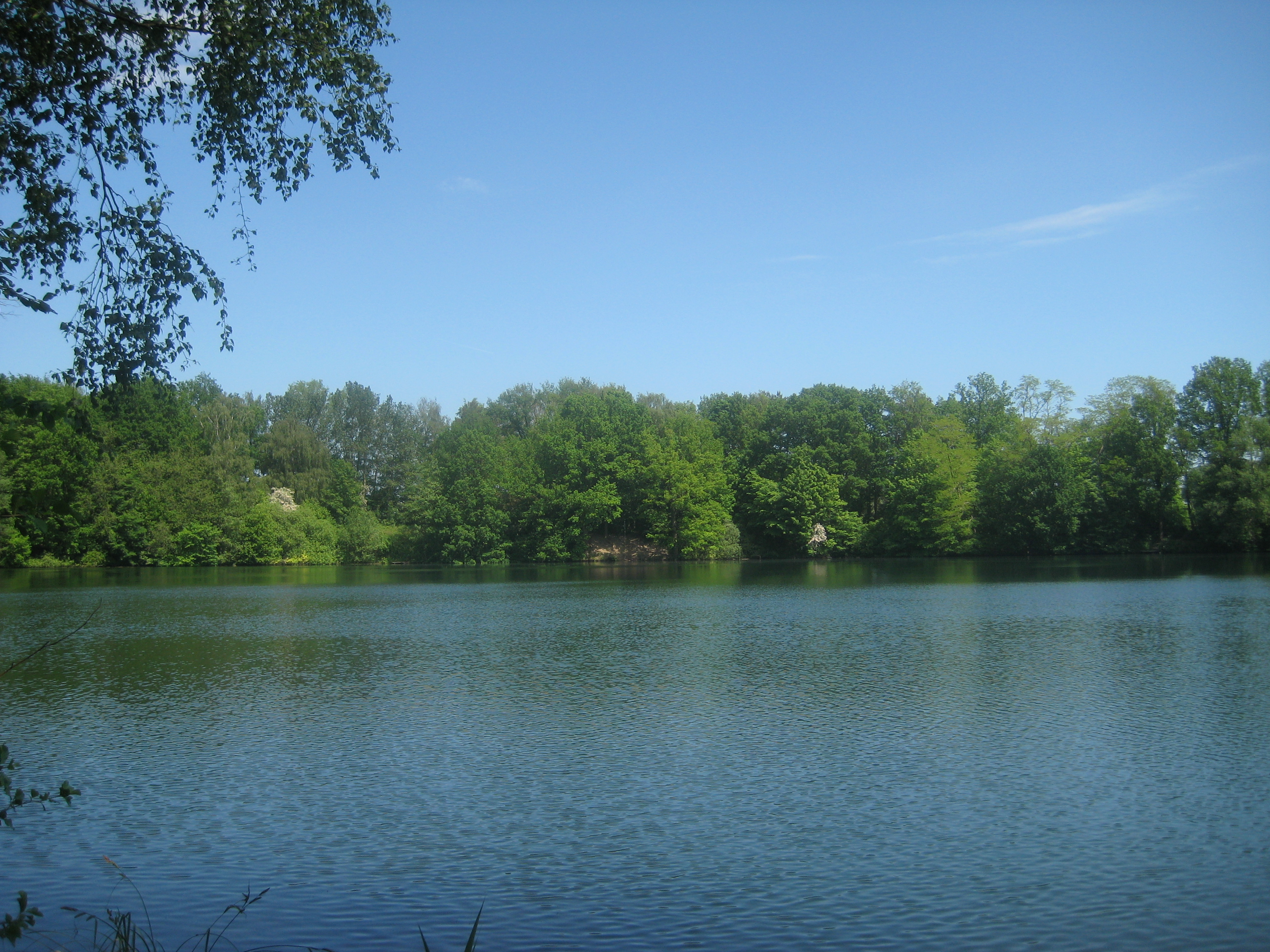

倫辛湖（德語：Rensinger See），是德國的湖泊，位於該國北部石勒蘇益格-荷爾斯泰因州，由施泰因堡縣負責管轄，該湖泊面積0.08平方公里，湖岸線長度1.2公里。